# Coelioxys speculifera
Coelioxys speculifera är en biart som beskrevs av Cockerell 1931. Coelioxys speculifera ingår i släktet kägelbin, och familjen buksamlarbin. Inga underarter finns listade i Catalogue of Life.